# Collège de Cornouaille
 (novembre 2016).
Si vous disposez d'ouvrages ou d'articles de référence ou si vous connaissez des sites web de qualité traitant du thème abordé ici, merci de compléter l'article en donnant les références utiles à sa vérifiabilité et en les liant à la section « Notes et références ».
Le collège de Cornouaille est un collège de l'ancienne université de Paris qui formait les étudiants du diocèse de Cornouaille. 
En 1317, le legs d'un clerc breton permet de créer cinq bourses dont les titulaires sont accueillis au collège du Plessis.
En 1374, le chanoine Jean de Guestry, maître ès arts et en médecine, médecin du roi, achète pour eux une maison dans la rue du Plâtre et ajoute cinq bourses. Les statuts du collège de Cornouaille sont approuvés, dès l'ouverture, par Maignac, évêque de Paris. 
Il fut ensuite réuni en 1763 au collège Louis-le-Grand.